# آمارا کاربا بانگورا
آمارا کاربا بانگورا (انگلیسی: Amara Karba Bangoura؛ زادهٔ ۱۰ مارس ۱۹۸۶) بازیکن فوتبال اهل گینه بود.
از باشگاه‌هایی که در آن بازی کرده است می‌توان به باشگاه فوتبال ونس، باشگاه فوتبال المپیک خریبکه، و باشگاه فوتبال والنسین اشاره کرد.
وی همچنین در تیم ملی فوتبال گینه بازی کرده است.